# Serie FZR de Yamaha
En 1988, Yamaha lanzó al mercado una nueva serie de motocicletas llamada FZR en diferentes cilindradas: 250, 400, 600 750 y 1000 cc.
Las motocicletas de la línea FZR se distinguieron por sus potentes motores y sus chasis ultraligeros denominados Deltabox.
Para 1990 Yamaha lanzó una nueva serie de motocicletas FZR, la llamada "FZR Genesis", siendo su mayor exponente la FZR1000, también conocida como EXUP, por su característica válvula de escape. FZR, las predecesoras de las Líneas FAZER, incorpora la línea FZR 150 (Fazer F) y, más adelante, la FZR Fi versión 2.0 (Fazer Fi V2.0) - líneas de carreras o Racing- a inyección y con tecnología avanzada de motores Blue Core. Ambas líneas poseen carenados aerodinámicos. En conjunto, las FZ (naked de paseo) y FZ S versión 2.0 (versión Sport) desprovistas de carenado aerodinámico, ya que son versiones para calle. 

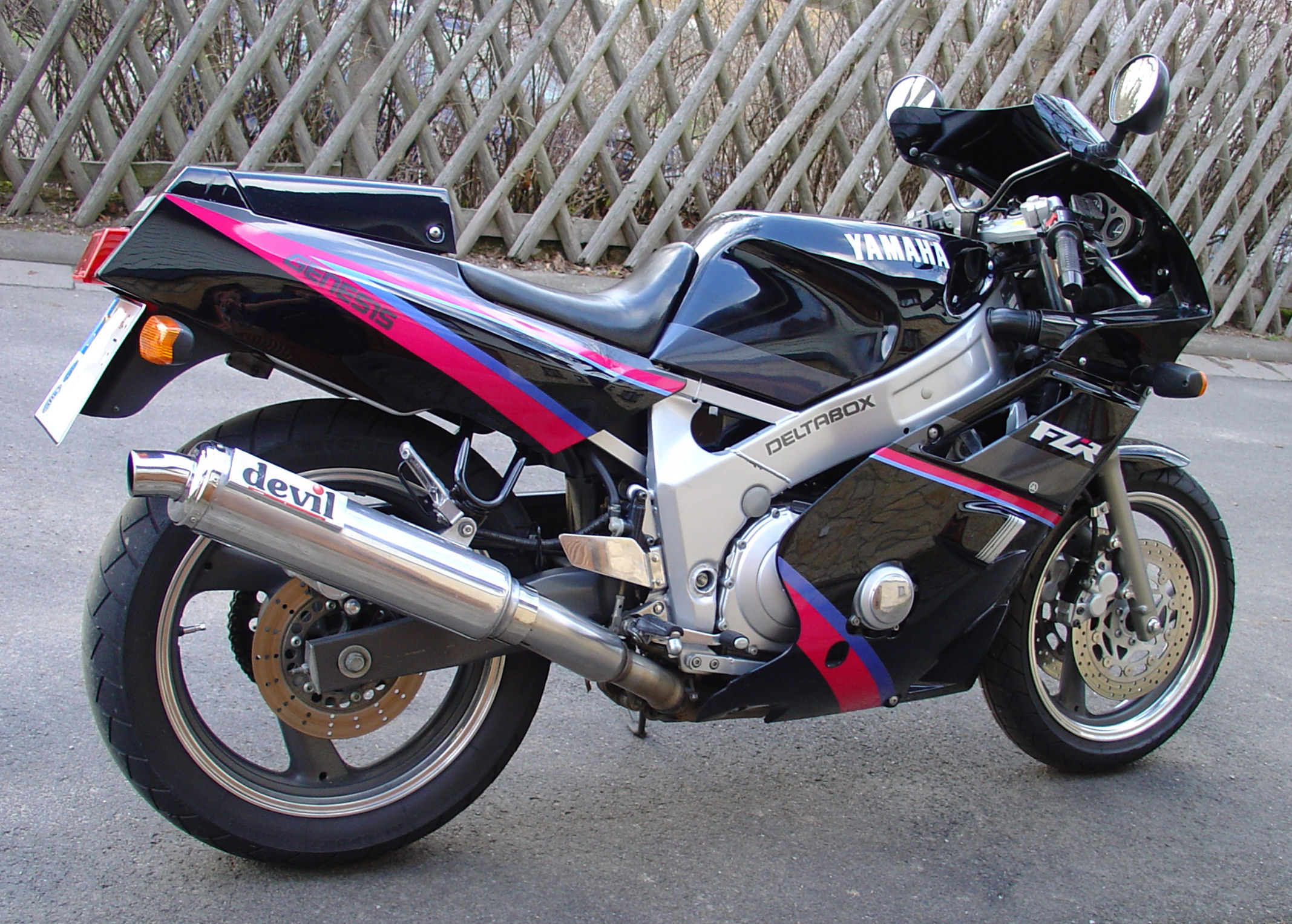
Yamaha FZR 600 3HE.